# アイスバーグ圏谷

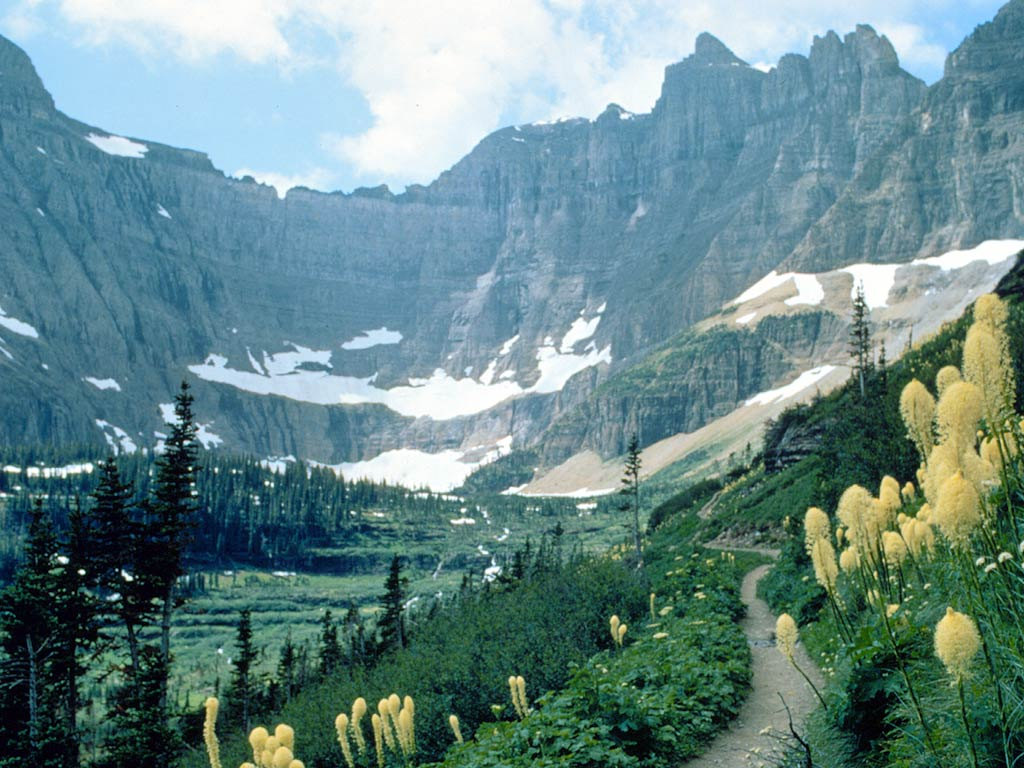
アイスバーグ圏谷

アイスバーグ圏谷（アイスバーグけんこく、英語: Iceberg Cirque）は、氷河によって削り取られた大きな圏谷（カール）で、アメリカ・モンタナ州のグレイシャー国立公園内にある。公園内のメニー・グレーシャー地区（Many Glacier）にあるアイスバーグ湖の近くにあり、メニー・グレーシャー・ホテル（Many Glacier Hotel）からハイキングで行くことができる。

## 参照項目
- アイスバーグ湖（英語版）
- タワーズ圏谷